# Hibernians Football Club
L'Hibernians Football Club è una società calcistica maltese con sede nella città di Paola.
Nella stagione 2022-23 ha partecipato alla BOV Premier League, la massima divisione maltese, classificandosi quinto.

## Storia
La squadra è stata fondata nel 1922, sebbene sin dal 1894 Paola avesse un suo club calcistico. È a tutt'oggi l'unica squadra ad aver sempre giocato nella massima serie maltese.
La società vanta nel suo palmarès tredici titoli maltesi (l'ultimo dei quali conquistato nella stagione 2021-22, 10 coppe di Malta e 4 supercoppe di Malta.
È presente anche una sezione femminile, l'Hibernians Football Club.

## Statistiche

### Statistiche nelle competizioni UEFA
Nel 1961 l'Hibernians fu la prima squadra di club maltese a disputare una coppa europea, scendendo in campo nel primo turno di Coppa dei Campioni contro gli svizzeri del Servette.
Alle competizioni europee ha partecipato 37 volte, con 84 gare disputate, così suddivise: ventisei in Coppa dei Campioni/Champions League, trenta in Coppa UEFA, dieci in Coppa delle Coppe, quattro in Conference League, dodici in Coppa Intertoto.
In tali competizioni ha ottenuto alcuni notevoli risultati, tra cui due 0-0 interni contro il Manchester United, poi vincitore del torneo, nella Coppa dei Campioni 1967-1968 e contro il Real Madrid nella Coppa delle Coppe 1970-1971, un 3-2 inflitto ai portoghesi del Braga (Coppa UEFA 1978-1979), una vittoria per 4-3 contro la Dinamo Minsk (Coppa UEFA 1994-1995).
Nel 2002-2003 ha raggiunto il secondo turno preliminare in Champions League, eliminando al primo gli irlandesi dello Shelbourne con il risultato complessivo di 3-2.
Tabella aggiornata alla fine della stagione 2022-2023.
| Competizione                  | Partecipazioni | G  | V | N | P  | RF | RS  |
| ----------------------------- | -------------- | -- | - | - | -- | -- | --- |
| UEFA Champions League         | 12             | 28 | 5 | 5 | 18 | 29 | 68  |
| Coppa delle Coppe             | 4              | 10 | 2 | 2 | 6  | 4  | 17  |
| Coppa UEFA/UEFA Europa League | 16             | 30 | 3 | 1 | 22 | 25 | 107 |
| Conference League             | 2              | 8  | 4 | 2 | 2  | 15 | 14  |
| Coppa delle Fiere             | 1              | 2  | 0 | 0 | 2  | 0  | 7   |
| Coppa Intertoto               | 5              | 12 | 2 | 2 | 8  | 9  | 26  |

## Colori sociali
I colori sociali sono il bianco e il nero a righe verticali, giallo e nero per la seconda divisa, viola per la terza.

## Rosa 2023-2024
Aggiornata al 27 febbraio 2024
| N. |                   | Ruolo | Calciatore        |
| -- | ----------------- | ----- | ----------------- |
| 3  | Malta (bandiera)  | D     | Ferdinando Apap   |
| 4  | Malta (bandiera)  | D     | Kurt Shaw         |
| 5  | Malta (bandiera)  | D     | Matthew Ellul     |
| 6  | Spagna (bandiera) | D     | Gonzalo Llerena   |
| 8  | Malta (bandiera)  | C     | Jake Grech        |
| 10 | Malta (bandiera)  | C     | Jurgen Degabriele |
| 11 | Malta (bandiera)  | C     | Bjorn Kristensen  |
| 12 | Malta (bandiera)  | C     | Dunstan Vella     |
| 13 | Malta (bandiera)  | D     | Zachary Grech     |
| 16 | Malta (bandiera)  | P     | Justin Haber      |
| 17 | Ghana (bandiera)  | A     | Gabriel Mensah    |

| N. |                           | Ruolo | Calciatore     |
| -- | ------------------------- | ----- | -------------- |
| 18 | Spagna (bandiera)         | A     | Thaylor        |
| 19 | Malta (bandiera)          | D     | Joseph Zerafa  |
| 20 | Malta (bandiera)          | D     | Andrei Agius   |
| 22 | Spagna (bandiera)         | D     | Gabri Izquier  |
| 24 | Guinea (bandiera)         | P     | Ibrahim Koné   |
| 42 | Costa d'Avorio (bandiera) | C     | Ali Diakité    |
|    | Brasile (bandiera)        | C     | Robinho        |
|    | Spagna (bandiera)         | A     | Jairo Morillas |
|    | Serbia (bandiera)         | P     | Marko Jovičić  |
|    | Malta (bandiera)          | A     | Ryan Vella     |

## Palmarès

### Competizioni nazionali
- Campionato maltese: 13

1960-1961, 1966-1967, 1968-1969, 1978-1979, 1980-1981, 1981-1982, 1993-1994, 1994-1995, 2001-2002, 2008-2009, 2014-2015, 2016-2017, 2021-2022
- Coppa di Malta: 11

1961-1962, 1969-1970, 1970-1971, 1979-1980, 1981-1982, 1997-1998, 2005-2006, 2006-2007, 2011-2012, 2012-2013, 2024-2025
- Supercoppa di Malta: 4

1994, 2007, 2015, 2022

### Altri piazzamenti
- Campionato maltese:

Secondo posto: 1932-1933, 1933-1934, 1936-1937, 1950-1951, 1959-1960, 1962-1963, 1973-1974, 1977-1978, 1985-1986, 2011-2012, 2015-2016, 2018-2019, 2020-2021
Terzo posto: 1934-1935, 1935-1936, 1963-1964, 1964-1965, 1965-1966, 1967-1968, 1969-1970, 1975-1976, 1983-1984, 1989-1990, 2003-2004, 2004-2005, 2013-2014, 2019-2020
- Coppa di Malta:

Finalista: 1947-1948, 1950-1951, 1951-1952, 1960-1961, 1962-1963, 1965-1966, 1966-1967, 1967-1968, 1974-1975, 1996-1997, 2014-2015
Semifinalista: 2019-2020, 2021-2022
- Supercoppa di Malta:

Finalista: 1986, 1995, 2002, 2006, 2009, 2012, 2013, 2017